# Tobane
Tobane è un villaggio del Botswana situato nel distretto Centrale, sottodistretto di Bobonong. Il villaggio, secondo il censimento del 2011, conta 2.075 abitanti.

## Località
Nel territorio del villaggio sono presenti le seguenti 32 località:
- Bodumatlou,
- Citingpola di 7 abitanti,
- Dambashalala di 1 abitante,
- Didibeng di 18 abitanti,
- Dikgabong di 14 abitanti,
- Dikgatlhong di 12 abitanti,
- Lebethu di 43 abitanti,
- Lentswe-le-Kgoro di 16 abitanti,
- Lesabokwe di 4 abitanti,
- Madibeng di 10 abitanti,
- Madibeng di 62 abitanti,
- Majande di 9 abitanti,
- Majwana-a-Diphiri di 2 abitanti,
- Majweng,
- Malabe/Motloutse di 88 abitanti,
- Metsiletswai di 29 abitanti,
- Mmadikgaka di 9 abitanti,
- Mmamidi,
- Mokoswane,
- Molabe(Tonki e a sotlega) di 26 abitanti,
- Morele di 8 abitanti,
- Morula-wa-Basadi di 7 abitanti,
- Motloutse di 20 abitanti,
- Ngoloholo/Panya di 56 abitanti,
- Ntapu,
- Sebalwe 1 di 49 abitanti,
- Sebalwe 2 di 42 abitanti,
- Selokwane di 1 abitante,
- Shojwane di 24 abitanti,
- Tobane Lands di 3 abitanti,
- Topeng di 62 abitanti,
- Tshotshomane/Madikgaka C/Pos di 7 abitanti